# Embraer EMB-505
Die Embraer Phenom 300 (Typname EMB-505) ist ein leichtes Geschäftsreiseflugzeug des brasilianischen Flugzeugherstellers Embraer und eine Weiterentwicklung der Embraer Phenom 100. Gemäß Angaben der General Aviation Manufacturers Association ist das Flugzeug seit 2012 das am meisten verkaufte Geschäftsreiseflugzeug der Light jet-Klasse.

## Entwicklung
Der Erstflug des ersten Prototyps fand am 29. April 2008 statt, der zweite Prototyp folgte am 5. August 2008. Die Zulassung erhielt die Phenom 300 am 3. Dezember 2009 von der brasilianischen Luftfahrtbehörde ANAC und am 14. Dezember 2009 von der US-amerikanischen Luftfahrtbehörde FAA. Von der europäischen Luftfahrtbehörde EASA erhielt die Phenom 300 die Zulassung am 29. April 2010. Die Fertigung erfolgt in den Werken Botucatu in Brasilien, bei der Neiva Aeronautic Industry (einer Tochtergesellschaft von Embraer) und in Melbourne im US-amerikanischen Bundesstaat Florida. Die Typenbezeichnung des Jets lautet EMB-505, wobei die Marketingbezeichnung Phenom 300 lautet. Anfang 2018 kam eine überarbeitete Phenom 300E (englisch Enhanced) auf den Markt, die Kabine und das Unterhaltungssystem wurden dabei überarbeitet.

## Konstruktion
Die Phenom 300 hat in ihrer Standard-Konfiguration Platz für sieben Passagiere, eine maximale Reichweite von ca. 3650 Kilometern (statt wie zuerst garantiert 3300 Kilometern) und eine Reisegeschwindigkeit von bis zu 835 km/h. Für die Inneneinrichtung des Flugzeuges wurden die Spezialisten der Firma DesignworksUSA tätig. Als Cockpit ist Embraers Prodigy-Avioniksystem vorgesehen, das auf dem Cockpit Garmin G1000 oder Garmin G3000 basiert. Das Flugzeug kostet (Stand März 2017) zwischen neun und zehn Millionen Dollar.

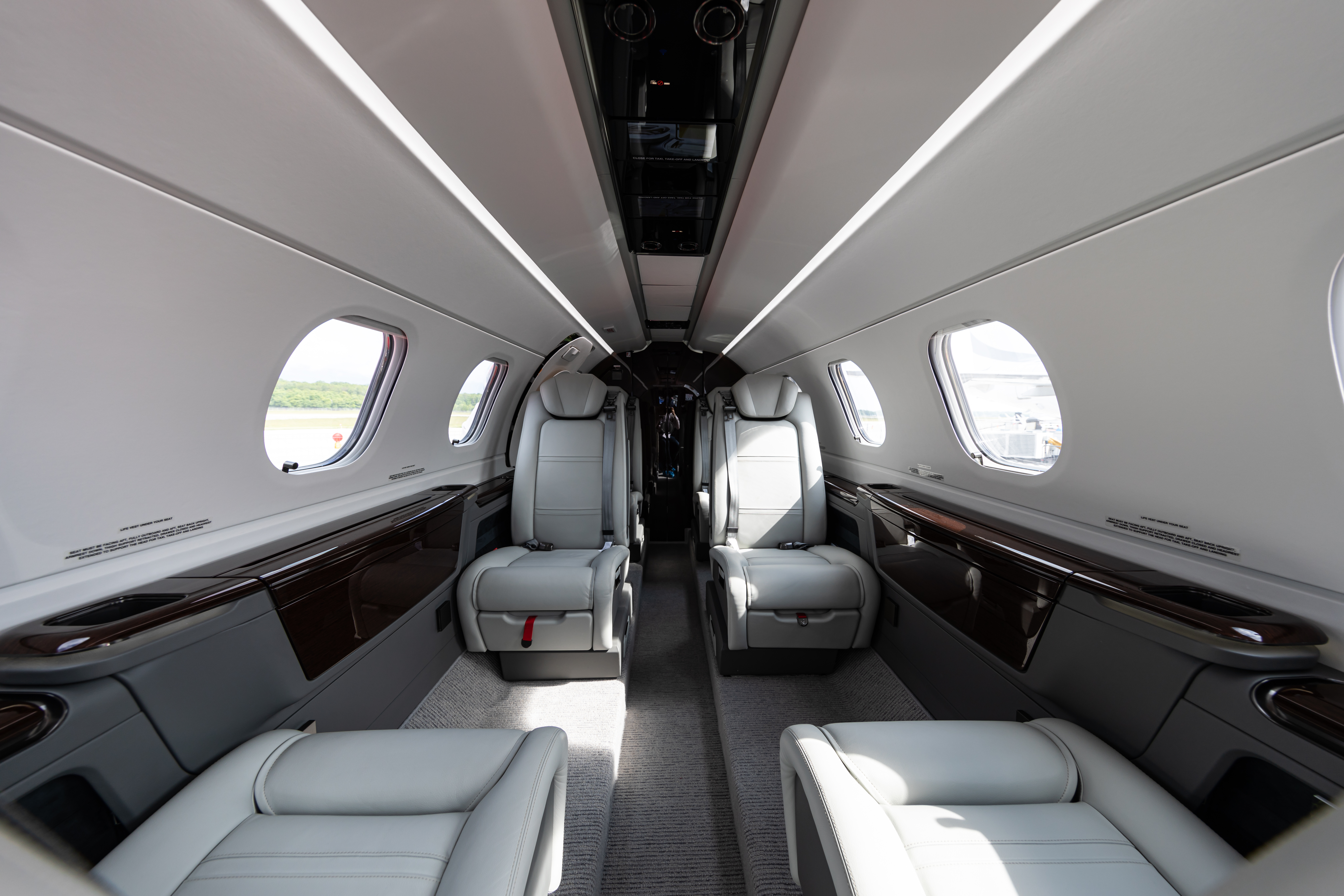
Kabine der 300E

## Technische Daten
- Besatzung: 1 oder 2 Piloten
- Kapazität: 6–8 Passagiere
- Länge: 15,5 m
- Spannweite: 16,2 m
- Höhe: 5,0 m
- Kabinenlänge: 5,23 m
- Kabinenbreite: 1,55 m
- Kabinenhöhe: 1,50 m
- max. Startmasse: 8150 kg[7]
- Triebwerk: 2 × Pratt & Whitney Kanada PW535E Strahltriebwerke mit je 14,2 kN Schub
- Preis: je nach Ausstattung ca. 8,5 Millionen US-Dollar
- max. Reisegeschwindigkeit: 835 km/h (0,78 Mach)
- Reichweite: 3650 km (bei 6 Passagieren)
- max. Einsatzhöhe: 13.715 m
- Startstrecke: 960 m (3138 Fuß)